# 下高棉人
下高棉人或稱高棉裔越南人、越南高棉族，是指生活在越南西南部湄公河三角洲的高棉人。根據2009年越南政府人口普查結果，越南全國高棉人總人口約1,260,640人，大部分生活在湄公河三角洲，少數生活在其他省份。

## 歷史
湄公河三角洲本是高棉帝國領土。17世紀，柬埔寨在同暹羅阿瑜陀耶王國的反復戰爭中走向衰落，對下柬埔寨地區的控制越來越弱。與此同時，由於越南國內發生鄭阮紛爭，不少越族難民逃到了這裡。1623年，柬埔寨國王吉·哲塔二世正式批准越南人進入一個名為波雷諾哥（ព្រៃនគរ，Prey Nokor）的小漁村居住。這個小漁村被越南人稱為柴棍（華人稱西貢，即今胡志明市），很快便成長為一個主要的區域性港口，吸引了越來越多的定居者。
1698年，越南的阮主派阮有鏡帶兵佔領了波雷諾哥一帶，將之納入廣南國版圖，并設立嘉定府管理這一地區。在失去了波雷諾哥後，柬埔寨對這裡的控制越來越不穩定，越來越多的越南定居者湧入湄公河三角洲。至1757年時，越南人已經佔據了湄公河畔的鐵市（ផ្សារដែក，Phsar Dèk，今沙瀝市）以及巴薩河畔的豬井（មាត់ជ្រូក，Moat Chrouk，今朱篤市）。自阮朝時期起，越南當局就對下高棉人採取同化政策。明命帝在位期間，強迫包括下高棉人在內的少數民族採用越南姓氏、接受越南習俗和服裝。
1858年，法國入侵越南，先後通過簽署《第一次西貢條約》和《第二次西貢條約》，迫使阮朝將南圻（交趾支那）全部割讓給法國，設立法屬交趾支那殖民地。傳統意義上的下柬埔寨被包括在法屬交趾支那的境內。此後，柬埔寨希望法國政府將下柬埔寨交還給自己，但被法國殖民政府拒絕。1949年6月4日，法國總統樊尚·奧里奧爾正式將南圻交還給越南，柬埔寨從此正式失去進入南海的途徑。
由於在歷史上曾是高棉人的土地，這個地方的歸屬問題是柬埔寨和越南長期衝突的原因，有不少高棉民族主義者認為這裡應該屬於柬埔寨。沙林察指出，法国殖民者将下柬埔寨大部分土地合并到交趾支那是一项行政决定，并未在法律上设定边界。诺罗敦·西哈努克亲王和朗诺都曾梦想过建立大柬埔寨，希望將下高棉、北高棉（北高棉人生活的泰國素林一帶）統一到柬埔寨境內。
越南戰爭期間，下高棉人受到美軍的雇傭，組建下柬埔寨鬥爭陣線（法語：Front de Lutte du Kampuchea Krom），同越共對抗。這個組織由下高棉人僧侶Samouk Sen領導，該組織綽號「白圍巾」（高棉語： Kangsaing Sar），與被壓制民族鬥爭統一戰線（FULRO）結盟反對南越。FULRO是由下高棉人、越南高地民族和占族組成的聯盟，這些民族在歷史上都同越族之間存在著長期的民族矛盾。FULRO也受到西哈努克和朗诺支持。
在高棉共和國時期，信奉反共主義的朗诺試圖從南越手裡奪回湄公河三角洲。作為高棉民族主義者的朗诺，在其上臺執政後，計劃屠滅柬埔寨境內的所有越南人。在高棉國家軍隊殺害柬埔寨境內數千名越南平民後，越南共和國軍亦對南越境內的下高棉人展開屠殺。
1975年西貢淪陷後，南越政權滅亡，下高棉民兵發現自己陷入了越南人民軍的包圍之中。許多戰士逃往柬埔寨，希望尋求對越南展開行動的避風港。「白圍巾」成員來到基里翁，直接向紅色高棉領導人喬森潘求助。最初這支部隊被解除武裝，並獲得了歡迎。然而，紅色高棉領導層隨後命令將Samouk Sen逮捕，將其帶往金邊酷刑處決，他的67名下高棉戰士也全部被處決。此後的數月裡，紅色高棉有系統性地殺死了大約2000名逃到柬埔寨的「白圍巾」戰士。
20世紀70年代後期，越南与柬埔寨的边境冲突愈演愈烈，双方的军队都曾多次侵入对方控制下的领土。红色高棉的高层认为下高棉人正准备推翻越南人统治，便企图将下柬埔寨纳入民主柬埔寨势力范围。柬埔寨革命军多次侵入湄公河三角洲，并派特工人员煽动下高棉人起义。然而，下高棉人根本就没有足够的装备、动机和组织能力发动起义。波尔布特认为是特工人员受到越南当局的收买叛变了，于是对下高棉人展开报复行动。红色高棉越境对越南平民进行无差别屠杀的同时，亦对下高棉人大开杀戒，因为红色高棉认为这些人是“有越南心的高棉人”。红色高棉在巴祝、土珠岛等地的屠杀行为引起越南人的愤怒，最后成为越南全面发动侵柬战争的借口。

## 人權侵害的指控
如今許多獨立的非政府組織報告說，越南政府正在侵犯下高棉人的人權。據報導，下高棉人被迫採用越南姓氏並講越南語。越南政府也對下高棉人的非暴力示威進行鎮壓。根據人權觀察的報告稱，下高棉人的言論、集會、資訊等諸多方面的自由受到越南當局的嚴厲限制。
1985年，下柬埔寨高棉人聯合會在美國新澤西州成立，主張下高棉人的人權自由、宗教自由和民族自決。該組織自2001年加入無代表國家和民族組織。